# Tatort: Ausgelöscht
Ausgelöscht ist ein Fernsehfilm aus der Krimireihe Tatort, der unter der Regie von Harald Sicheritz von Superfilm hergestellt wurde. Der Film mit dem Wiener Ermittlerduo Eisner und Fellner wurde am 29. Mai 2011 erstmals ausgestrahlt.

## Handlung
Auf einem Parkplatz wird ein nackter Mann erschossen in einem Einkaufswagen gefunden. Nachdem die Ermittlungen aufgenommen werden, stellt sich heraus, dass es sich bei dem Toten um einen Bulgaren handelt. Daher wird direkt aus Bulgarien die Sonderermittlerin Donka Galabova entsandt. Die Recherchen führen Eisner und Fellner zum Rechtsanwalt Deutschmann, der neben Opfern auch einen Mittelsmann nach Südosteuropa vertritt. Als ein weiterer Mann tot in einem Einkaufswagen gefunden wird, wird klar, dass es sich um einen Serienmörder handelt, der in Wien sein Unwesen treibt. Nach einiger Zeit stoßen die Ermittler auch auf Verbindungen zu Fellners Bekanntem „Inkasso-Heinzi“, der erst seit kurzem wieder auf freiem Fuß ist. Als Fellner und Eisner glauben, mit Deutschmann den Täter gefunden zu haben, entpuppt sich die bulgarische Sonderermittlerin, die vorgibt, nach Bulgarien zurückzukehren, als die eigentliche Täterin und Kopf des Verbrechersyndikates.

## Rezeption

### Kritiken
Der Fernsehfilm bekam überwiegend positive Kritiken. Edo Reents fasste seine Betrachtungen so zusammen: 

„Die Ermittler haben es mit bulgarischen Machenschaften und einer bulgarischen Sonderermittlerin zu tun, denn von Wien bis zum Balkan ist es nicht weit: Der ORF-Tatort ‚Ausgelöscht‘ ist ein mitreißend-erstklassiger Mafiathriller.“

Anne Haeming schrieb in der Tageszeitung:

„Das Ermittlerduo zeigt einen spielerischen Schmäh allererster Güte, sodass sogar die ganzen losen Enden wurscht sind. Und Simon Schwarz glänzt in der Rolle des Inkasso-Heinzi.“

Christian Buß resümierte in seiner Kritik:

„Ärger mit den Leberwerten, Petting mit dem Zuhälterfreund: Kriminalassistentin Bibi Fellner bringt einen wunderbar tragikomischen Drive in den Wiener ‚Tatort‘.“

### Einschaltquoten
Die Erstausstrahlung von Ausgelöscht am 29. Mai 2011 wurde in Deutschland insgesamt von 7,31 Millionen Zuschauern gesehen und erreichte einen Marktanteil von 22,2 % für Das Erste; in der Gruppe der 14- bis 49-jährigen Zuschauer konnten 2,02 Millionen Zuschauer und ein Marktanteil von 15,0 % erreicht werden.
In Österreich wurde Ausgelöscht auf ORF2 von 868.000 Zuschauern gesehen und erreichte damit einen Marktanteil von 32 % bei den ab 12-Jährigen.

## Auszeichnungen
Der Tatort Ausgelöscht war für den Grimme-Preis 2012 nominiert.